# Eredivisie 2024–25
Eredivisie 2024–25 là mùa giải thứ 69 của Eredivisie, giải đấu bóng đá hàng đầu ở Hà Lan. Mùa giải bắt đầu vào ngày 9 tháng 8 năm 2024 và kết thúc vào ngày 1 tháng 6 năm 2025.

## Các đội bóng

### Thay đổi
| từ Eerste Divisie 2023–24 | đến Eerste Divisie 2024–25 |
| --- | --- |
| Willem II (thăng hạng sau 2 mùa giải vắng bóng) Groningen (thăng hạng sau 1 mùa giải vắng bóng) NAC Breda (Play-off, thăng hạng sau 5 mùa giải vắng bóng) | Excelsior (Play-off, xuống hạng sau 2 mùa giải ở hạng đấu cao nhất) Volendam (xuống hạng sau 2 mùa giải ở hạng đấu cao nhất) Vitesse (xuống hạng sau 35 mùa giải ở hạng đấu cao nhất) |

Vì mùa giải này không còn câu lạc bộ nào chơi trên sân cỏ nhân tạo nữa, tất cả các câu lạc bộ đều chơi trên sân cỏ tự nhiên hoặc cỏ lai. Từ mùa giải tới, cỏ tự nhiên/cỏ lai trên sân nhà là bắt buộc tại Eredivisie.

### Sân vận động và địa điểm
| Đội              | Địa điểm   | Sân vận động       | Sức chứa | Mùa 2023–2024                                  |
| ---------------- | ---------- | ------------------ | -------- | ---------------------------------------------- |
| Ajax             | Amsterdam  | Johan Cruyff Arena | 55.865   | thứ 5                                          |
| Almere City      | Almere     | Yanmar             | 4.501    | thứ 13                                         |
| AZ               | Alkmaar    | AFAS               | 19.478   | thứ 4                                          |
| Feyenoord        | Rotterdam  | De Kuip            | 47.500   | Á quân                                         |
| Fortuna Sittard  | Sittard    | Fortuna Sittard    | 10.300   | thứ 10                                         |
| Go Ahead Eagles  | Deventer   | De Adelaarshorst   | 10.000   | thứ 9                                          |
| Groningen        | Groningen  | Euroborg           | 22.550   | Á quân Eerste Divisie (thăng hạng)             |
| Heerenveen       | Heerenveen | Abe Lenstra        | 27.224   | thứ 11                                         |
| Heracles Almelo  | Almelo     | Erve Asito         | 12.080   | thứ 14                                         |
| NAC Breda        | Breda      | Rat Verlegh        | 19.000   | thứ 8 Eerste Divisie (thăng hạng qua play-off) |
| NEC              | Nijmegen   | Goffert            | 12.500   | thứ 6                                          |
| PEC Zwolle       | Zwolle     | MAC³PARK           | 13.250   | thứ 12                                         |
| PSV Eindhoven    | Eindhoven  | Philips            | 36.500   | Vô địch                                        |
| RKC Waalwijk     | Waalwijk   | Mandemakers        | 7.500    | thứ 15                                         |
| Sparta Rotterdam | Rotterdam  | Sparta Het Kasteel | 11.000   | thứ 8                                          |
| Twente           | Enschede   | De Grolsch Veste   | 30.205   | thứ 3                                          |
| Utrecht          | Utrecht    | Galgenwaard        | 23.750   | thứ 7                                          |
| Willem II        | Tilburg    | Koning Willem II   | 14.700   | vô địch Eerste Divisie (thăng hạng)            |

### Số đội theo tỉnh
| Số đội | Tỉnh          | Đội                                                  |
| ------ | ------------- | ---------------------------------------------------- |
| 4      | Noord-Brabant | NAC Breda, PSV Eindhoven, RKC Waalwijk, Willem II    |
| 4      | Overijssel    | Go Ahead Eagles, Heracles Almelo, PEC Zwolle, Twente |
| 2      | Noord-Holland | Ajax, AZ                                             |
| 2      | Zuid-Holland  | Feyenoord, Sparta Rotterdam                          |
| 1      | Flevoland     | Almere City                                          |
| 1      | Friesland     | Heerenveen                                           |
| 1      | Gelderland    | NEC                                                  |
| 1      | Groningen     | Groningen                                            |
| 1      | Limburg       | Fortuna Sittard                                      |
| 1      | Utrecht       | Utrecht                                              |

### Nhân sự và nhà tài trợ
Ghi chú: Cờ biểu thị đội tuyển quốc gia đã được xác định theo quy định về tính đủ điều kiện của FIFA. Các cầu thủ và huấn luyện viên có thể có nhiều hơn một quốc tịch không thuộc FIFA.
| Đội              | Chủ tịch                                          | Huấn luyện viên trưởng       | Đội trưởng                             | Nhà sản xuất trang phục | Nhà tài trợ áo đấu (trước)         | Nhà tài trợ áo đấu (sau)             | Nhà tài trợ áo đấu (tay áo)                        | Nhà tài trợ quần                   |
| ---------------- | ------------------------------------------------- | ---------------------------- | -------------------------------------- | ----------------------- | ---------------------------------- | ------------------------------------ | -------------------------------------------------- | ---------------------------------- |
| Ajax             | Menno Geelen (tạm thời trước 4/2025)              | Francesco Farioli            | Jordan Henderson                       | Adidas                  | Ziggo                              | Ziggo Sport                          | Curaçao/ Team Rockstars IT (từ tháng 1/2025)       | không có                           |
| Almere City      | John Bes                                          | Jeroen Rijsdijk              | Thomas Robinet                         | Craft                   | OneCasino,                         | Kroonenberg Group, MASCOT Workwear   | eFulfilment.eu                                     | không có                           |
| AZ               | Merijn Zeeman (từ 12/2024, trước Robert Eenhoorn) | Maarten Martens              | Bruno Martins Indi                     | Nike                    | Kansino                            | Elfi Vastgoed                        | Cavallaro Napoli                                   | không có                           |
| Feyenoord        | Dennis te Kloese                                  | Robin van Persie             | Quinten Timber                         | Castore                 | Mediamarkt                         | Prijsvrij                            | TOTO Nederlandse Loterij                           | không có                           |
| Fortuna Sittard  | Işıtan Gün                                        | Danny Buijs                  | Ivo Pinto                              | Robey                   | BetCity                            | Winkelhart sittard                   | không có                                           | không có                           |
| Go Ahead Eagles  | Jan Willem van Dop                                | Paul Simonis                 | Mats Deijl                             | Stanno                  | Betnation, MaxiZoo                 | Validsign, Salland Zorgverzekeringen | LoooX, Matrix Fitness                              | MaxiZoo                            |
| Groningen        | Frank van Mosselveld                              | Dick Lukkien                 | Leandro Bacuna                         | Robey                   | OG Clean Fuels                     | U-Sport                              | TOTO Nederlandse Loterij                           | không có                           |
| Heerenveen       | Ferry de Haan                                     | Robin Veldman                | Paweł Bochniewicz                      | Macron                  | Wolkom onbegrensd Fryslân          | MASCOT Workwear, Effektief           | TOTO Nederlandse Loterij                           | Veolia                             |
| Heracles Almelo  | Bart Haverland                                    | Erwin van de Looi            | Justin Hoogma                          | Acerbis                 | Asito                              | Asito                                | Kans voor een Kind                                 | Asito                              |
| NAC Breda        | Remco Oversier                                    | Carl Hoefkens                | Jan van den Bergh                      | Nike                    | OK Brandstoffen en Smeermiddelen   | Vrolijk, MHC Mobility                | vdBuijs Installaties, Jacobs Elektro Groep         | Xior Student Housing               |
| NEC              | Wilco van Schaik                                  | Rogier Meijer                | Calvin Verdonk                         | Robey                   | Nexperia                           | KlokGroep                            | NasWerkt                                           | GX Software                        |
| PEC Zwolle       | Xander Czaikowski                                 | Johnny Jansen                | Davy van den Berg                      | Adidas                  | Circus.nl Sport & Casino           | Molecaten                            | VDK Groep                                          | Quades                             |
| PSV Eindhoven    | Marcel Brands                                     | Peter Bosz                   | Luuk de Jong                           | Puma                    | Metropoolregio Brainport Eindhoven | GoodHabitz                           | TOTO Nederlandse Loterij                           | không có                           |
| RKC Waalwijk     | Willem van der Linden                             | Henk Fraser                  | Oskar Zawada                           | Stanno                  | Willy Naessens, JM van Delft & zn  | Mandemakers, Van Mossel              | TOTO Nederlandse Loterij                           | DAS Bouwsystemen                   |
| Sparta Rotterdam | Leo Ruijs                                         | Maurice Steijn               | Nick Olij                              | Robey                   | De Goudse Verzekeringen, D&S Group | Blue10, VNOM                         | TOTO Nederlandse Loterij, BICT Groep               | Toll Global Forwarding, Trofi Pack |
| Twente           | Paul van der Kraan                                | Joseph Oosting               | Ricky van Wolfswinkel/ Lars Unnerstall | Castore                 | Elektramat                         | ThermoSolutions BV                   | TOTO Nederlandse Loterij, Taurus Corporate Finance | Elektramat                         |
| Utrecht          | Thijs van Es                                      | Ron Jans                     | Nick Viergever                         | Castore                 | Conclusion Digital Transformation  | không có                             | U4U                                                | Dassy                              |
| Willem II        | Merijn Goris                                      | Kristof Aelbrecht (tạm thời) | Jesse Bosch                            | Robey                   | AVEC                               | BTT We lead the way                  | TOTO Nederlandse Loterij                           | Avia                               |

### Thay đổi huấn luyện viên
| Đội              | HLV ra đi                                         | Lý do                                         | Ngày ra đi | Vị trí trên BXH | HLV đến                                           | Ngày ký    |
| ---------------- | ------------------------------------------------- | --------------------------------------------- | ---------- | --------------- | ------------------------------------------------- | ---------- |
| Feyenoord        | Arne Slot                                         | ký với Liverpool                              | 1/6/2024   | Trước mùa giải  | Brian Priske                                      | 1/7/2024   |
| Ajax             | John van 't Schip                                 | Hết quản lý tạm thời                          | 10/6/2024  | Trước mùa giải  | Francesco Farioli                                 | 11/6/2024  |
| Almere City      | Alex Pastoor                                      | Hết hợp đồng                                  | 30/6/2024  | Trước mùa giải  | Hedwiges Maduro                                   | 1/7/2024   |
| Heerenveen       | Kees van Wonderen                                 | Hết hợp đồng                                  | 30/6/2024  | Trước mùa giải  | Robin van Persie                                  | 1/7/2024   |
| NAC Breda        | Jean-Paul van Gastel                              | Hết hợp đồng                                  | 30/6/2024  | Trước mùa giải  | Carl Hoefkens                                     | 1/7/2024   |
| Go Ahead Eagles  | René Hake                                         | Được Manchester United ký hợp đồng làm Trợ lý | 11/7/2024  | Trước mùa giải  | Paul Simonis                                      | 7/7/2024   |
| Sparta Rotterdam | Jeroen Rijsdijk                                   | Sa thải                                       | 1/11/2024  | thứ 11          | Nourdin Boukhari (tạm thời)                       | 1/11/2024  |
| Sparta Rotterdam | Nourdin Boukhari (tạm thời)                       | Hết quản lý tạm thời                          | 4/11/2024  | thứ 13          | Maurice Steijn                                    | 4/11/2024  |
| Almere City      | Hedwiges Maduro                                   | Sa thải                                       | 18/12/2024 | thứ 18          | Foeke Booy (tạm thời) & Anoush Dastgir (tạm thời) | 19/12/2024 |
| Almere City      | Foeke Booy (tạm thời) & Anoush Dastgir (tạm thời) | Hết quản lý tạm thời                          | 3/1/2025   | thứ 18          | Jeroen Rijsdijk                                   | 3/1/2025   |
| Feyenoord        | Brian Priske                                      | Sa thải                                       | 10/2/2025  | thứ 5           | Pascal Bosschaart (tạm thời)                      | 11/2/2025  |
| Heerenveen       | Robin van Persie                                  | Ký bởi Feyenoord                              | 23/2/2025  | thứ 9           | Henk Brugge (tạm thời)                            | 23/2/2025  |
| Feyenoord        | Pascal Bosschaart (tạm thời)                      | Hết quản lý tạm thời                          | 23/2/2025  | thứ 3           | Robin van Persie                                  | 24/2/2025  |
| Heerenveen       | Henk Brugge (tạm thời)                            | Hết quản lý tạm thời                          | 23/3/2025  | thứ 10          | Robin Veldman                                     | 21/3/2025  |
| Willem II        | Peter Maes                                        | Sa thải                                       | 30/4/2025  | thứ 16          | Kristof Aelbrecht (tạm thời)                      | 30/4/2025  |

## Bảng xếp hạng

### Bảng xếp hạng
| VT | Đội               | ST | T  | H  | B  | BT  | BB | HS  | Đ  | Giành quyền tham dự hoặc xuống hạng                                             |
| -- | ----------------- | -- | -- | -- | -- | --- | -- | --- | -- | ------------------------------------------------------------------------------- |
| 1  | PSV Eindhoven (C) | 34 | 25 | 4  | 5  | 103 | 39 | +64 | 79 | Tham dự vòng đấu hạng Champions League                                          |
| 2  | Ajax              | 34 | 24 | 6  | 4  | 67  | 32 | +35 | 78 | Tham dự vòng đấu hạng Champions League                                          |
| 3  | Feyenoord         | 34 | 20 | 8  | 6  | 76  | 38 | +38 | 68 | Tham dự vòng loại thứ ba Champions League                                       |
| 4  | Utrecht           | 34 | 18 | 10 | 6  | 62  | 45 | +17 | 64 | Tham dự vòng loại thứ hai Europa League                                         |
| 5  | AZ (O)            | 34 | 16 | 9  | 9  | 58  | 37 | +21 | 57 | Tham dự vòng play-off để chọn ra 1 suất cho vòng loại thứ hai Conference League |
| 6  | Twente            | 34 | 15 | 9  | 10 | 62  | 49 | +13 | 54 | Tham dự vòng play-off để chọn ra 1 suất cho vòng loại thứ hai Conference League |
| 7  | Go Ahead Eagles   | 34 | 14 | 9  | 11 | 57  | 55 | +2  | 51 | Tham dự vòng đấu hạng Europa League                                             |
| 8  | NEC               | 34 | 12 | 7  | 15 | 51  | 46 | +5  | 43 | Tham dự vòng play-off để chọn ra 1 suất cho vòng loại thứ hai Conference League |
| 9  | Heerenveen        | 34 | 12 | 7  | 15 | 42  | 57 | −15 | 43 | Tham dự vòng play-off để chọn ra 1 suất cho vòng loại thứ hai Conference League |
| 10 | PEC Zwolle        | 34 | 10 | 11 | 13 | 43  | 51 | −8  | 41 |                                                                                 |
| 11 | Fortuna Sittard   | 34 | 11 | 8  | 15 | 37  | 54 | −17 | 41 |                                                                                 |
| 12 | Sparta Rotterdam  | 34 | 9  | 12 | 13 | 39  | 43 | −4  | 39 |                                                                                 |
| 13 | Groningen         | 34 | 10 | 9  | 15 | 40  | 53 | −13 | 39 |                                                                                 |
| 14 | Heracles Almelo   | 34 | 9  | 11 | 14 | 42  | 63 | −21 | 38 |                                                                                 |
| 15 | NAC Breda         | 34 | 8  | 9  | 17 | 34  | 58 | −24 | 33 |                                                                                 |
| 16 | Willem II (R)     | 34 | 6  | 8  | 20 | 34  | 56 | −22 | 26 | Tham dự play-off trụ hạng                                                       |
| 17 | RKC Waalwijk (R)  | 34 | 6  | 7  | 21 | 44  | 74 | −30 | 25 | Xuống hạng Eerste Divisie                                                       |
| 18 | Almere City (R)   | 34 | 4  | 10 | 20 | 23  | 64 | −41 | 22 | Xuống hạng Eerste Divisie                                                       |

1. ↑  Đội vô địch Cúp KNVB 2024–25 (Go Ahead Eagles) đủ điều kiện tham dự vòng đấu hạng Europa League.

### Vị trí theo vòng
Bảng liệt kê vị trí của các đội sau mỗi vòng thi đấu. Để duy trì các diễn biến theo trình tự thời gian, bất kỳ trận đấu bù nào (vì bị hoãn) sẽ không được tính vào vòng đấu mà chúng đã được lên lịch ban đầu, mà sẽ được cộng thêm vào vòng đấu diễn ra ngay sau đó.
- a,b,c : còn 1,2,3 trận chưa thi đấu
- 1 : thi đấu trước 1 trận

| Đội ╲ Vòng       | 1    | 2  | 3   | 4   | 5   | 6   | 7  | 8  | 9  | 10 | 11 | 12 | 13 | 14 | 15 | 16 | 17  | 18  | 19  | 20  | 21  | 22  | 23  | 24 | 25  | 26  | 27  | 28 | 29 | 30  | 31 | 32 | 33 | 34 |   |
| ---------------- | ---- | -- | --- | --- | --- | --- | -- | -- | -- | -- | -- | -- | -- | -- | -- | -- | --- | --- | --- | --- | --- | --- | --- | -- | --- | --- | --- | -- | -- | --- | -- | -- | -- | -- | - |
| Đội ╲ Vòng       | Ajax | 5  | 9   | 9a  | 12b | 15c | 9b | 5b | 5b | 3b | 3b | 2a | 3a | 3a | 2a | 3  | 2   | 2   | 2   | 2   | 2a  | 2a  | 1a  | 1a | 1   | 1   | 1   | 1  | 1  | 1   | 1  | 1  | 1  | 2  | 2 |
| Almere City      | 13   | 15 | 18  | 17  | 17  | 17  | 17 | 17 | 17 | 17 | 17 | 17 | 17 | 18 | 18 | 18 | 17  | 17  | 17  | 18a | 18a | 18a | 18a | 18 | 18  | 18  | 17  | 18 | 18 | 171 | 17 | 18 | 18 | 18 |   |
| AZ Alkmaar       | 6    | 4  | 4   | 2   | 2   | 2   | 3  | 3  | 5  | 6  | 6  | 6  | 6  | 6  | 6  | 6  | 5   | 6   | 6   | 6   | 4   | 4   | 5a  | 6  | 6a  | 6a  | 6a  | 6  | 6  | 6   | 6  | 6  | 5  | 5  |   |
| Feyenoord        | 8    | 5  | 6   | 8a  | 6a  | 5a  | 6a | 6a | 4a | 4a | 4  | 4  | 4  | 4  | 4  | 4  | 4   | 4   | 4   | 4a  | 5a  | 5a  | 4a  | 4  | 5a  | 4a  | 4a  | 3  | 3  | 3   | 3  | 3  | 3  | 3  |   |
| Fortuna Sittard  | 3    | 2  | 5a  | 5a  | 7a  | 14  | 14 | 15 | 11 | 9  | 7  | 7  | 8  | 9  | 9  | 8  | 8   | 8   | 8   | 8   | 8   | 8   | 11a | 9  | 8   | 8   | 9   | 9  | 12 | 9   | 10 | 9  | 10 | 11 |   |
| Go Ahead Eagles  | 16   | 16 | 12  | 14  | 10  | 10  | 8  | 7  | 7  | 8  | 8  | 10 | 7  | 8  | 8  | 7  | 7   | 7   | 7   | 7a  | 7a  | 7a  | 7a  | 7  | 7   | 7   | 7   | 7  | 7  | 7   | 7  | 7  | 7  | 7  |   |
| Groningen        | 2    | 3  | 2   | 4   | 4   | 6   | 9  | 10 | 13 | 14 | 15 | 13 | 15 | 13 | 14 | 14 | 14a | 13a | 15a | 14a | 15  | 15  | 8   | 10 | 10a | 9a  | 8a  | 11 | 13 | 11  | 9  | 11 | 12 | 13 |   |
| Heerenveen       | 15   | 12 | 15a | 10a | 13a | 11  | 15 | 14 | 16 | 12 | 14 | 12 | 12 | 14 | 10 | 10 | 11  | 9   | 10  | 10  | 10  | 9   | 9   | 8  | 9   | 10  | 11  | 8  | 10 | 81  | 8  | 8  | 9  | 9  |   |
| Heracles Almelo  | 10   | 13 | 14  | 16  | 16  | 13  | 10 | 11 | 14 | 15 | 12 | 15 | 13 | 15 | 15 | 15 | 15a | 15a | 14a | 15a | 14  | 14  | 15  | 11 | 12  | 13  | 10  | 10 | 8  | 12  | 12 | 12 | 14 | 14 |   |
| NAC Breda        | 17   | 10 | 13  | 15  | 11  | 15  | 16 | 12 | 9  | 7  | 9  | 11 | 11 | 7  | 7  | 9  | 10  | 11  | 9   | 9   | 9   | 10  | 10  | 12 | 11  | 12  | 13  | 15 | 15 | 14  | 15 | 15 | 15 | 15 |   |
| NEC Nijmegen     | 12   | 14 | 11  | 6   | 8   | 12  | 12 | 16 | 12 | 13 | 10 | 8  | 9  | 10 | 11 | 12 | 12  | 12  | 11  | 11a | 11a | 11a | 12a | 13 | 13  | 11  | 12  | 13 | 11 | 13  | 13 | 13 | 8  | 8  |   |
| PEC Zwolle       | 14   | 18 | 16  | 13  | 14  | 16  | 13 | 13 | 15 | 16 | 16 | 14 | 14 | 12 | 13 | 13 | 13  | 14  | 13  | 13  | 12  | 13  | 13  | 14 | 14  | 14  | 14  | 14 | 14 | 15  | 14 | 14 | 13 | 10 |   |
| PSV Eindhoven    | 1    | 1  | 1   | 1   | 1   | 1   | 1  | 1  | 1  | 1  | 1  | 1  | 1  | 1  | 1  | 1  | 1   | 1   | 1   | 1   | 1   | 2   | 2   | 2  | 2   | 2   | 2   | 2  | 2  | 2   | 2  | 2  | 1  | 1  |   |
| RKC Waalwijk     | 18   | 17 | 17  | 18  | 18  | 18  | 18 | 18 | 18 | 18 | 18 | 18 | 18 | 17 | 17 | 17 | 18  | 18  | 18  | 17  | 17  | 17  | 17  | 17 | 17a | 17a | 18a | 17 | 17 | 18  | 18 | 17 | 17 | 17 |   |
| Sparta Rotterdam | 11   | 11 | 10  | 7   | 9   | 7   | 7  | 9  | 10 | 11 | 13 | 16 | 16 | 16 | 16 | 16 | 16  | 16  | 16  | 16  | 16  | 16  | 16  | 16 | 15  | 15  | 15  | 12 | 9  | 10  | 11 | 10 | 11 | 12 |   |
| Twente           | 4    | 7  | 8a  | 11a | 12a | 4   | 4  | 4  | 6  | 5  | 5  | 5  | 5  | 5  | 5  | 5  | 6   | 5   | 5   | 5a  | 6a  | 6a  | 6a  | 5  | 4   | 5   | 5   | 5  | 5  | 5   | 5  | 5  | 6  | 6  |   |
| Utrecht          | 7    | 8  | 3   | 3   | 3a  | 3a  | 2a | 2a | 2a | 2a | 3a | 2a | 2a | 3a | 2  | 3  | 3   | 3   | 3   | 3   | 3   | 3   | 3   | 3  | 3   | 3   | 3   | 4  | 4  | 41  | 4  | 4  | 4  | 4  |   |
| Willem II        | 9    | 6  | 7   | 9   | 5   | 8   | 11 | 8  | 8  | 10 | 11 | 9  | 10 | 11 | 12 | 11 | 9   | 10  | 12  | 12  | 13  | 12  | 14  | 15 | 16  | 16  | 16  | 16 | 16 | 16  | 16 | 16 | 16 | 16 |   |

## Kết quả

### Tỷ số
| Nhà \ Khách      | AJA | ALM | AZ  | FEY | FOR | GAE | GRO | HEE | HER | NAC | NEC | PEC | PSV | RKC | SPA | TWE | UTR | WIL |
| ---------------- | --- | --- | --- | --- | --- | --- | --- | --- | --- | --- | --- | --- | --- | --- | --- | --- | --- | --- |
| Ajax             |     | 3–0 | 2–2 | 2–1 | 5–0 | 2–0 | 3–1 | 1–0 | 4–0 | 3–1 | 0–3 | 2–0 | 3–2 | 2–1 | 1–1 | 2–0 | 2–2 | 1–0 |
| Almere City      | 0–1 |     | 0–1 | 1–4 | 1–1 | 0–0 | 1–1 | 3–0 | 0–2 | 1–1 | 1–0 | 2–2 | 1–7 | 1–4 | 0–3 | 0–5 | 1–3 | 0–1 |
| AZ Alkmaar       | 2–1 | 1–1 |     | 0–1 | 1–0 | 2–2 | 3–0 | 9–1 | 1–0 | 1–1 | 1–0 | 2–0 | 1–2 | 2–2 | 1–2 | 1–0 | 1–2 | 1–2 |
| Feyenoord        | 0–2 | 2–1 | 3–2 |     | 1–1 | 3–2 | 4–1 | 3–0 | 5–2 | 2–0 | 0–0 | 4–0 | 2–3 | 2–0 | 3–0 | 2–1 | 1–2 | 1–1 |
| Fortuna Sittard  | 0–2 | 3–0 | 1–0 | 0–2 |     | 0–3 | 1–0 | 3–0 | 1–0 | 1–0 | 0–3 | 1–4 | 1–3 | 3–2 | 0–3 | 1–2 | 0–0 | 1–0 |
| Go Ahead Eagles  | 1–1 | 3–0 | 0–3 | 1–5 | 0–2 |     | 2–1 | 1–0 | 4–1 | 2–1 | 5–0 | 2–2 | 3–2 | 2–0 | 1–0 | 2–2 | 2–2 | 1–0 |
| Groningen        | 2–2 | 0–0 | 0–0 | 2–2 | 1–0 | 0–1 |     | 1–0 | 4–1 | 4–1 | 2–1 | 0–0 | 1–3 | 6–1 | 1–0 | 1–1 | 0–1 | 2–0 |
| Heerenveen       | 0–2 | 2–1 | 3–1 | 2–0 | 2–2 | 1–0 | 2–1 |     | 1–1 | 4–0 | 1–0 | 1–1 | 1–0 | 1–1 | 2–0 | 3–3 | 1–1 | 3–1 |
| Heracles Almelo  | 3–4 | 0–0 | 1–0 | 1–4 | 2–2 | 4–2 | 1–1 | 2–1 |     | 2–0 | 1–2 | 4–2 | 1–3 | 2–2 | 1–1 | 2–1 | 1–1 | 1–1 |
| NAC Breda        | 2–1 | 1–0 | 1–2 | 0–0 | 1–0 | 1–1 | 1–1 | 2–4 | 1–1 |     | 1–0 | 1–3 | 0–3 | 4–1 | 1–1 | 2–1 | 1–2 | 1–1 |
| NEC Nijmegen     | 1–2 | 2–2 | 3–3 | 1–1 | 4–1 | 2–3 | 6–0 | 3–0 | 1–2 | 3–0 |     | 1–0 | 3–3 | 2–1 | 1–1 | 1–2 | 1–2 | 1–1 |
| PEC Zwolle       | 0–1 | 1–0 | 1–2 | 1–5 | 3–1 | 1–1 | 2–0 | 1–1 | 3–0 | 1–2 | 0–1 |     | 3–1 | 2–0 | 1–0 | 1–1 | 3–3 | 0–1 |
| PSV Eindhoven    | 0–2 | 5–0 | 2–2 | 3–0 | 4–1 | 3–0 | 5–0 | 2–1 | 4–1 | 3–2 | 2–0 | 6–0 |     | 5–1 | 2–1 | 6–1 | 2–2 | 1–1 |
| RKC Waalwijk     | 0–2 | 2–0 | 0–3 | 2–3 | 1–2 | 5–3 | 1–2 | 3–1 | 0–0 | 5–0 | 0–3 | 1–1 | 0–3 |     | 1–2 | 2–2 | 0–4 | 2–0 |
| Sparta Rotterdam | 0–2 | 2–2 | 1–2 | 1–1 | 1–1 | 1–2 | 1–0 | 3–1 | 0–0 | 0–2 | 2–0 | 1–1 | 1–3 | 1–1 |     | 0–2 | 1–4 | 4–0 |
| Twente           | 2–2 | 1–0 | 2–3 | 2–6 | 1–1 | 3–2 | 2–0 | 2–0 | 5–0 | 1–0 | 2–0 | 1–1 | 1–3 | 2–0 | 1–1 |     | 2–0 | 6–2 |
| Utrecht          | 4–0 | 0–1 | 0–0 | 0–2 | 2–5 | 3–3 | 3–1 | 2–0 | 1–0 | 1–0 | 0–1 | 1–0 | 2–5 | 3–2 | 1–1 | 2–1 |     | 3–2 |
| Willem II        | 1–2 | 0–2 | 0–2 | 1–1 | 0–0 | 2–0 | 1–3 | 1–2 | 1–2 | 2–2 | 4–1 | 1–2 | 0–2 | 3–0 | 1–2 | 0–1 | 2–3 |     |

### Bảng thắng bại
- T = Thắng, H = Hòa, B = Bại
- () = Trận đấu bị hoãn
- (T), (H), (B) = Trận đấu bù và kết quả; Trận đấu bù được ghi trong cột nào, ví dụ cột số 5 có nghĩa là đã thi đấu sau vòng 5 và trước vòng 6
- {} = Trận đấu bị tạm dừng
- [] = Trận đấu được thi đấu trước (2 trận đấu ở vòng 31 đã được thi đấu sau vòng 29 và trước vòng 30)
- – = Không thi đấu

| Đội              | 1 | 2 | 3  | 4  | 5      | 6 | 7 | 8 | 9 | 10    | 11 | 12 | 13 | 14    | 15 | 16 | 17 | Đội              | 18 | 19 | 20    | 21 | 22 | 23     | 24 | 25 | 26 | 27    | 28 | 29    | 30 | 31 | 32 | 33 | 34 | Đội              |
| ---------------- | - | - | -- | -- | ------ | - | - | - | - | ----- | -- | -- | -- | ----- | -- | -- | -- | ---------------- | -- | -- | ----- | -- | -- | ------ | -- | -- | -- | ----- | -- | ----- | -- | -- | -- | -- | -- | ---------------- |
| Ajax             | T | B | () | () | () (T) | H | T | T | T | T (T) | T  | H  | T  | T (H) | B  | T  | T  | Ajax             | T  | T  | ()    | T  | T  | T (T)  | T  | T  | H  | T     | T  | T [B] | H  | –  | B  | H  | T  | Ajax             |
| Almere City      | B | B | B  | H  | H      | B | B | B | H | T     | B  | B  | B  | B     | B  | B  | T  | Almere City      | H  | B  | ()    | B  | T  | H (B)  | B  | B  | H  | T     | H  | B [B] | H  | –  | B  | H  | H  | Almere City      |
| AZ Alkmaar       | T | T | H  | T  | T      | T | B | B | B | H     | B  | B  | T  | T     | T  | T  | T  | AZ Alkmaar       | H  | H  | B     | T  | T  | () (T) | B  | () | H  | H (H) | B  | B     | H  | T  | T  | T  | H  | AZ Alkmaar       |
| Feyenoord        | H | T | H  | () | H      | T | H | T | T | T (B) | T  | T  | T  | H     | T  | T  | B  | Feyenoord        | B  | H  | ()    | B  | T  | H (T)  | H  | () | T  | T (T) | T  | T     | T  | T  | B  | T  | B  | Feyenoord        |
| Fortuna Sittard  | T | T | () | B  | B (B)  | B | H | T | H | T     | T  | B  | B  | H     | H  | T  | T  | Fortuna Sittard  | B  | B  | B     | H  | B  | () (B) | T  | T  | B  | B     | H  | B     | T  | B  | T  | H  | H  | Fortuna Sittard  |
| Go Ahead Eagles  | B | B | T  | B  | T      | H | T | T | B | H     | H  | B  | T  | B     | T  | H  | T  | Go Ahead Eagles  | T  | T  | ()    | H  | B  | T (B)  | T  | T  | T  | B     | H  | H     | H  | B  | H  | T  | B  | Go Ahead Eagles  |
| Groningen        | T | T | H  | H  | H      | B | B | B | B | B     | B  | T  | B  | T     | H  | B  | {} | Groningen        | H  | B  | T {H} | B  | T  | T      | H  | () | T  | H (B) | B  | B     | T  | T  | B  | H  | B  | Groningen        |
| Heerenveen       | B | H | () | T  | B (B)  | T | B | H | B | T     | B  | T  | B  | H     | T  | T  | B  | Heerenveen       | T  | B  | B     | H  | H  | H      | T  | B  | H  | B     | T  | B [T] | T  | –  | B  | B  | T  | Heerenveen       |
| Heracles Almelo  | H | B | H  | B  | H      | T | T | B | B | B     | T  | B  | H  | B     | H  | B  | {} | Heracles Almelo  | H  | T  | H {H} | H  | T  | B      | T  | B  | H  | T     | H  | T     | B  | B  | T  | B  | B  | Heracles Almelo  |
| NAC Breda        | B | T | B  | B  | T      | B | B | T | T | T     | B  | B  | H  | T     | T  | B  | B  | NAC Breda        | B  | T  | B     | H  | B  | H      | B  | H  | H  | H     | B  | H     | H  | B  | B  | B  | H  | NAC Breda        |
| NEC Nijmegen     | B | B | T  | T  | B      | B | H | B | T | B     | T  | T  | B  | B     | B  | H  | B  | NEC Nijmegen     | T  | T  | ()    | H  | B  | H (B)  | H  | B  | T  | H     | B  | T     | B  | H  | T  | T  | T  | NEC Nijmegen     |
| PEC Zwolle       | B | B | B  | T  | H      | B | T | H | B | B     | H  | T  | B  | T     | H  | B  | H  | PEC Zwolle       | B  | T  | T     | H  | B  | H      | B  | B  | H  | T     | H  | H     | B  | T  | H  | T  | T  | PEC Zwolle       |
| PSV Eindhoven    | T | T | T  | T  | T      | T | T | T | T | T     | B  | T  | T  | T     | T  | B  | T  | PSV Eindhoven    | H  | B  | T     | H  | H  | H      | B  | T  | T  | B     | T  | T     | T  | T  | T  | T  | T  | PSV Eindhoven    |
| RKC Waalwijk     | B | B | B  | B  | B      | B | B | B | H | B     | T  | B  | H  | H     | B  | B  | H  | RKC Waalwijk     | B  | H  | T     | T  | T  | B      | B  | () | B  | B (H) | H  | B     | B  | B  | T  | B  | T  | RKC Waalwijk     |
| Sparta Rotterdam | H | H | H  | T  | B      | T | H | B | H | B     | B  | B  | B  | B     | B  | H  | B  | Sparta Rotterdam | H  | H  | T     | T  | B  | B      | T  | H  | H  | T     | T  | T     | H  | B  | T  | H  | B  | Sparta Rotterdam |
| Twente           | T | H | () | B  | H (T)  | T | T | B | H | T     | T  | H  | T  | T     | B  | T  | B  | Twente           | T  | B  | ()    | H  | H  | T (T)  | H  | T  | B  | B     | H  | H     | B  | T  | T  | B  | B  | Twente           |
| Utrecht          | T | H | T  | T  | ()     | T | T | T | T | B     | T  | T  | T  | B (H) | T  | H  | B  | Utrecht          | T  | H  | H     | H  | B  | H      | T  | T  | B  | T     | H  | T [T] | T  | –  | B  | H  | H  | Utrecht          |
| Willem II        | H | T | H  | B  | T      | B | B | T | H | B     | B  | T  | H  | B     | B  | T  | T  | Willem II        | B  | H  | B     | B  | H  | B      | B  | B  | B  | B     | B  | B     | B  | H  | B  | B  | H  | Willem II        |
| Đội              | 1 | 2 | 3  | 4  | 5      | 6 | 7 | 8 | 9 | 10    | 11 | 12 | 13 | 14    | 15 | 16 | 17 | Đội              | 18 | 19 | 20    | 21 | 22 | 23     | 24 | 25 | 26 | 27    | 28 | 29    | 30 | 31 | 32 | 33 | 34 | Đội              |

## Play-off

### Play-off giải đấu châu Âu
|  | Bán kết | Bán kết         | Bán kết |        |   | Chung kết | Chung kết | Chung kết |  |
|  |         |                 |         |        |   |           |           |           |  |
|  | 5       | AZ              | 4       |        |   |           |           |           |  |
|  | 5       | AZ              | 4       |        |   |           |           |           |  |
|  | 9       | Heerenveen      | 1       |        |   |           |           |           |  |
|  | 9       | Heerenveen      | 1       |        | 5 | AZ        | 3         |           |  |
|  |         |                 |         |        | 5 | AZ        | 3         |           |  |
|  |         |                 | 6       | Twente | 2 |           |           |           |  |
|  | 6       | Twente (s.h.p.) | 6       | Twente | 2 | 3         |           |           |  |
|  | 6       | Twente (s.h.p.) |         |        |   |           |           |           |  |
|  | 8       | NEC             | 2       |        |   |           |           |           |  |

#### Bán kết
| AZ                                    | 4–1      | Heerenveen       |
| ------------------------------------- | -------- | ---------------- |
| - Meerdink 3', 21', 45' - Penetra 66' | Chi tiết | - Nicolaescu 74' |

| Twente                                | 3–2 (s.h.p.) | NEC                         |
| ------------------------------------- | ------------ | --------------------------- |
| - Sadílek 16' - Steijn 62' - Taha 94' | Chi tiết     | - Sano 47' - Van Crooij 58' |

#### Chung kết
| AZ                                            | 3–2      | Twente                    |
| --------------------------------------------- | -------- | ------------------------- |
| - Meerdink 43' - Van Bommel 53' - Sadiq 90+4' | Chi tiết | - Steijn 22' (ph.đ.), 40' |

### Play-off thăng hạng/xuống hạng

#### Bán kết
| Den Bosch | 0–0      | Telstar |
| --------- | -------- | ------- |
|           | Chi tiết |         |

| Telstar                                | 2–1 (s.h.p.) | Den Bosch          |
| -------------------------------------- | ------------ | ------------------ |
| - El Kachati 30' (ph.đ.) - Bakker 109' | Chi tiết     | - Van Grunsven 18' |

Telstar thắng với tổng tỷ số 2–1.
| Dordrecht             | 2–1      | Willem II      |
| --------------------- | -------- | -------------- |
| - Haen 19' - Valk 28' | Chi tiết | - Meerveld 35' |

| Willem II                                    | 3–2 (s.h.p.) | Dordrecht                                                |
| -------------------------------------------- | ------------ | -------------------------------------------------------- |
| - St. Jago 3' - Mathijsen 7' - Lambert 43'   | Chi tiết     | - Slory 16' - Ezeb 35'                                   |
| Loạt sút luân lưu                            |              |                                                          |
| - Vaesen - Sandra - Kaygin - Lambert - Bosch | 5–4          | - Schuurman - Kotzebue - Van der Sluijs - M'Bemba - Igor |

Tổng tỷ số 4–4, Willem II thắng 5–4 trên chấm luân lưu.

#### Chung kết
| Telstar                                     | 2–2      | Willem II                   |
| ------------------------------------------- | -------- | --------------------------- |
| - Sigurgeirsson 56' (l.n.) - El Kachati 65' | Chi tiết | - Meerveld 14' - Kehrer 81' |

| Willem II   | 1–3      | Telstar                             |
| ----------- | -------- | ----------------------------------- |
| - Nizet 17' | Chi tiết | - Kaandorp 6', 58' - El Kachati 12' |

Telstar thắng với tổng tỷ số 5–3 và được thăng hạng lên Eredivisie còn Willem II phải xuống hạng.

## Thống kê

### Ghi bàn hàng đầu
| Hạng | Cầu thủ          | Câu lạc bộ       | Bàn thắng |
| ---- | ---------------- | ---------------- | --------- |
| 1    | Sem Steijn       | Twente           | 24        |
| 2    | Igor Paixão      | Feyenoord        | 16        |
| 3    | Luuk de Jong     | PSV              | 14        |
| 3    | Troy Parrott     | AZ               | 14        |
| 5    | Dylan Vente      | PEC Zwolle       | 13        |
| 6    | Oliver Edvardsen | GA Eagles        | 12        |
| 6    | Malik Tillman    | PSV              | 12        |
| 8    | Ricardo Pepi     | PSV              | 11        |
| 8    | Noa Lang         | PSV              | 11        |
| 8    | Ismael Saibari   | PSV              | 11        |
| 11   | Tobias Lauritsen | Sparta Rotterdam | 10        |
| 11   | Wout Weghorst    | Ajax             | 10        |
| 11   | Guus Til         | PSV              | 10        |
| 11   | Jakob Breum      | Go Ahead Eagles  | 10        |

#### Hat-trick
- H (= Home): Sân nhà
- A (= Away): Sân khách
- (4) : ghi được 4 bàn

| Stt | Cầu thủ          | Câu lạc bộ | Đối đầu với     | Tỷ số   | Thời gian           |
| --- | ---------------- | ---------- | --------------- | ------- | ------------------- |
| 1   | Troy Parrott(4)  | AZ         | Heerenveen      | 9–1 (H) | Vòng 5, 14/9/2024   |
| 2   | Ricardo Pepi     | PSV        | Groningen       | 5–0 (H) | Vòng 13, 23/11/2024 |
| 3   | Oliver Edvardsen | GA Eagles  | NEC Nijmegen    | 5–0 (H) | Vòng 15, 7/12/2024  |
| 4   | Santiago Giménez | Feyenoord  | Heracles Almelo | 5–2 (H) | Vòng 16, 14/12/2024 |
| 5   | Jakob Breum      | GA Eagles  | Fortuna Sittard | 3–0 (A) | Vòng 18, 10/1/2025  |
| 6   | Sem Steijn       | Twente     | Willem II       | 6–2 (H) | Vòng 18, 12/1/2025  |
| 7   | Igor Paixão      | Feyenoord  | Twente          | 6–2 (A) | Vòng 26, 16/3/2025  |
| 8   | Ivan Perišić     | PSV        | Fortuna Sittard | 4–1 (H) | Vòng 31, 3/5/2025   |

### Kiến tạo hàng đầu
| Hạng | Cầu thủ            | Câu lạc bộ   | Kiến tạo |
| ---- | ------------------ | ------------ | -------- |
| 1    | Oliver Antman      | GA Eagles    | 15       |
| 2    | Ismael Saibari     | PSV          | 11       |
| 2    | Guus Til           | PSV          | 11       |
| 4    | Noa Lang           | PSV          | 10       |
| 4    | Igor Paixão        | Feyenoord    | 10       |
| 6    | Ivan Perišić       | PSV          | 9        |
| 7    | El Karouani        | Utrecht      | 8        |
| 7    | Joey Veerman       | PSV          | 8        |
| 7    | Luuk de Jong       | PSV          | 8        |
| 10   | Richonell Margaret | RKC Waalwijk | 7        |
| 10   | Luciano Valente    | Groningen    | 7        |
| 10   | Sem Steijn         | Twente       | 7        |
| 10   | Peer Koopmeiners   | AZ           | 7        |
| 10   | Vito van Crooij    | NEC Nijmegen | 7        |
| 10   | Michel Vlap        | Twente       | 7        |
| 10   | Dylan Mbayo        | PEC Zwolle   | 7        |

### Số trận giữ sạch lưới
| Hạng | Cầu thủ              | Câu lạc bộ | Số trận thi đấu | Số trận sạch lưới | Tỷ lệ |
| ---- | -------------------- | ---------- | --------------- | ----------------- | ----- |
| 1    | Lars Unnerstall      | Twente     | 31              | 11                | 35%   |
| 2    | Remko Pasveer        | Ajax       | 24              | 11                | 46%   |
| 3    | Timon Wellenreuther  | Feyenoord  | 29              | 10                | 34%   |
| 4    | Robin Roefs          | NEC        | 33              | 10                | 30%   |
| 5    | Mattijs Branderhorst | Fortuna    | 28              | 10                | 36%   |
| 6    | Walter Benítez       | PSV        | 34              | 9                 | 26%   |
| 7    | Owusu-Oduro          | AZ         | 30              | 9                 | 30%   |

### Kỷ luật

#### Cầu thủ[26][27]
- Nhận nhiều thẻ vàng nhất: 11 thẻ
  -  Jan Van den Bergh (NAC)
- Nhận nhiều thẻ đỏ nhất: 2 thẻ
  -  Leo Greiml (NAC)
  -  Mazyani (RKC Waalwijk)

#### Câu lạc bộ[28]
- Nhận nhiều thẻ vàng nhất: 67 thẻ
  - Fortuna Sittard
- Nhận ít thẻ vàng nhất: 34 thẻ
  - PSV Eindhoven
- Nhận nhiều thẻ đỏ nhất: 7 thẻ
  - RKC Waalwijk
- Nhận ít thẻ đỏ nhất: 1 thẻ
  - 3 câu lạc bộ

## Giải thưởng

### Giải thưởng hàng tháng
| Tháng    | Cầu thủ của tháng    | Cầu thủ của tháng | Tài năng của tháng | Tài năng của tháng |
| Tháng    | Cầu thủ              | Đội               | Cầu thủ            | Đội                |
| -------- | -------------------- | ----------------- | ------------------ | ------------------ |
| Tháng 8  | Joey Veerman         | PSV               | Jorg Schreuders    | Groningen          |
| Tháng 9  | Sem Steijn           | Twente            | Matteo Dams        | PSV                |
| Tháng 10 | Thomas Didillon-Hödl | Willem II         | Oscar Fraulo       | Utrecht            |
| Tháng 11 | Dylan Mbayo          | PEC Zwolle        | Paxten Aaronson    | Utrecht            |
| Tháng 12 | Troy Parrott         | AZ                | Wouter Goes        | AZ                 |
| Tháng 1  | Filip Krastev        | PEC Zwolle        | Al Mazyani         | RKC Waalwijk       |
| Tháng 2  | Brian Brobbey        | Ajax              | Jakob Breum        | Go Ahead Eagles    |
| Tháng 3  | Igor Paixão          | Feyenoord         | Marvin Young       | Sparta Rotterdam   |
| Tháng 4  | Miguel Rodríguez     | Utrecht           | Givairo Read       | Feyenoord          |
| Tháng 5  | Ivan Perišić         | PSV               | Wouter Goes        | AZ                 |

#### Đội hình của tháng
- Tháng 8: đội hình 4–3–3
- Tiền đạo: Hirving Lozano (PSV), Sam Lammers (Twente), Johan Bakayoko (PSV)
- Tiền vệ: Ringo Meerveld (Willem II), Joey Veerman (PSV), Jorg Schreuders (Groningen)
- Hậu vệ: Mats Köhlert (Heerenveen), Olivier Boscagli (PSV), Ryan Flamingo (PSV), Richard Ledezma (PSV)
- Thủ môn: Etienne Vaessen (Groningen)

- Tháng 9: đội hình 4–3–3
- Tiền đạo: Malik Tillman (PSV), Troy Parrott (AZ), Ibrahim Sadiq (AZ)
- Tiền vệ: Mohamed Nassoh (Sparta Rotterdam), Sem Steijn (Twente), Davy Klaassen (Ajax)
- Hậu vệ: Matteo Dams (PSV), Youri Baas (Ajax), Josip Sutalo (Ajax), Devyne Rensch (Ajax)
- Thủ môn: Jasper Schendelaar (PEC Zwolle)

- Tháng 10: đội hình 4–4–2
- Tiền đạo: Elías Már Ómarsson (NAC Breda), Luka Kulenovic (Heracles)
- Tiền vệ: Michel Vlap (Twente), In-Beom Hwang (Feyenoord), Sem Steijn (Twente), Clint Leemans (NAC Breda)
- Hậu vệ: Anass Salah-Eddine (Twente), Nick Viergever (Utrecht), Gerrit Nauber (Go Ahead Eagles), Denso Kasius (AZ)
- Thủ môn: Thomas Didillon-Hödl (Willem II)

- Tháng 11: đội hình 4–3–3
- Tiền đạo: Dylan Mbayo (PEC Zwolle), Ricardo Pepi (PSV), Moussa (Feyenoord)
- Tiền vệ: Michel Vlap (Twente), Ismael Saibari (PSV), Paxten Aaronson (Utrecht)
- Hậu vệ: Calvin Verdonk (NEC), Joris Kramer (Go Ahead Eagles), Leo Greiml (NAC Breda), Brayann Pereira (NEC)
- Thủ môn: Remko Pasveer (Ajax)

- Tháng 12: đội hình 4–4–2
- Tiền đạo: Troy Parrott (AZ), Oskar Zawada (RKC Waalwijk)
- Tiền vệ: Zidane Iqbal (Utrecht), Noa Lang (PSV), Ringo Meerveld (Willem II), Oliver Edvardsen (Go Ahead Eagles)
- Hậu vệ: Vasilios Zagaritis (Almere City), Erik Schouten (Willem II), Wouter Goes (Willem II), Richard Ledezma (PSV)
- Thủ môn: Jasper Schendelaar (PEC Zwolle)

- Tháng 1: đội hình 4–3–3
- Tiền đạo: Igor Paixão (Feyenoord), Már Ómarsson (NAC Breda), Daan Rots (Twente)
- Tiền vệ: Filip Krastev (PEC Zwolle), Vito van Crooij (NEC), Shunsuke Mito (Sparta Rotterdam)
- Hậu vệ: Calvin Verdonk (NEC), Thijmen Blokzijl (Groningen), Liam van Gelderen (RKC Waalwijk), Al Mazyani (RKC Waalwijk)
- Thủ môn: Fabian de Keijzer (Heracles)

- Tháng 2: đội hình 4–3–3
- Tiền đạo: Eser Gürbüz (Heerenveen), Brian Brobbey (Ajax), Dylan Vente (PEC Zwolle)
- Tiền vệ: Mohamed Ihattaren (RKC Waalwijk), Jakob Breum (Go Ahead Eagles), Alireza Jahanbakhsh (Heerenveen)
- Hậu vệ: Møller Wolfe (AZ), Mike Eerdhuijzen (Sparta Rotterdam), Alexandre Penetra (AZ), Bart van Rooij (Twente)
- Thủ môn: Vasilis Barkas (Utrecht)

- Tháng 3: đội hình 4–2–3–1
- Tiền đạo: Jizz Hornkamp (Heracles)
- Tiền vệ: Igor Paixão (Feyenoord), Victor Edvardsen (Go Ahead Eagles), Oliver Antman (Go Ahead Eagles)
- Tiền vệ: Taylor (Ajax), Zidane Iqbal (Utrecht)
- Hậu vệ: El Karouani (Utrecht), Eerdhuijzen (Sparta Rotterdam), Marvin Young (Sparta Rotterdam), Saïd Bakari (Sparta Rotterdam)
- Thủ môn: Robin Roefs (NEC)

- Tháng 4: đội hình 4–2–3–1
- Tiền đạo: Sébastien Haller (Utrecht)
- Tiền vệ: Yoann Cathline (Utrecht), Igor Paixão (Feyenoord), Rodríguez (Utrecht)
- Tiền vệ: Ismael Saibari (PSV), Max Balard (NAC Breda)
- Hậu vệ: El Karouani (Utrecht), Josip Šutalo (Ajax), Mats Deijl (Go Ahead Eagles), Givairo Read (Feyenoord)
- Thủ môn: Timon Wellenreuther (Feyenoord)

- Tháng 5: đội hình 4–3–3
- Tiền đạo: Noa Lang (PSV), Bryan Linssen (NEC Nijmegen), Ivan Perišić (PSV)
- Tiền vệ: Malik Tillman (PSV), Sven Mijnans (AZ), Younes Namli (PEC Zwolle)
- Hậu vệ: Møller Wolfe (AZ), Alexandre Penetra (AZ), Wouter Goes (AZ), Brayann Pereira (NEC Nijmegen)
- Thủ môn: Robin Roefs (NEC Nijmegen)

### Giải thưởng năm
| Giải thưởng            | Người thắng   | Câu lạc bộ   | Tk.    |
| ---------------------- | ------------- | ------------ | ------ |
| Cầu thủ của mùa giải   | Sem Steijn    | Twente       | [ 30 ] |
| Tài năng của mùa giải  | Jorrel Hato   | Ajax         | [ 30 ] |
| Bàn thắng của mùa giải | Bryan Linssen | NEC Nijmegen | [ 30 ] |